# Federation of Euro-Asian Stock Exchanges
Die Federation of Euro-Asian Stock Exchanges (FEAS) ist eine internationale Non-Profit-Organisation bestehend aus den wichtigsten Handelsmärkten in Osteuropa, dem nahen Osten und Zentralasien. Sie wurde am 16. Mai, 1995 durch zwölf Gründerstaaten gegründet. Im Augenblick zählt die Organisation 31 Mitglieder.

## Mitglieder nach Land
Aktuelle und ehemalige:
- Albanien – Tirana Stock Exchange (TSE)
- Armenien – Armenian Stock Exchange (ARMEX), Central Depository of Armenia
- Aserbaidschan – Baku Stock Exchange (BSEX), Baku Interbank Currency Exchange
- Bahrain – Bahrain Stock Exchange (BSE)
- Belarus – Belarusian Currency and Stock Exchange (BCSE)
- Bosnien und Herzegowina – Banja Luka Stock Exchange (BLSE), Sarajevo Stock Exchange (SASE)
- Bulgarien – Bulgarian Stock Exchange (BWB)
- Kroatien – Zagreb Stock Exchange (ZSE)
- Ägypten – Egyptian Exchange (EGX), Misr Clearing, Settlement and Central Depository
- Iran – Tehran Stock Exchange (TSE), Tehran Stock Exchange Services Company, Central Securities Depository of Iran
- Irak – Iraq Stock Exchange (ISX)
- Mazedonien – Macedonian Stock Exchange (MSE)
- Mongolei – Mongolian Stock Exchange (MSE)
- Montenegro – Montenegro Stock Exchange (MNSE)
- Pakistan – Karachi Stock Exchange (PSE), Lahore Stock Exchange (PSE), Central Depository of Pakistan
- Rumänien – Bucharest Stock Exchange (BVB)
- Serbien – Belgrade Stock Exchange (BSE)
- Türkei – Istanbul Stock Exchange (BIST), Takasbank, Central Registration Agency of Turkey

## Mitglieder nach Art der Mitgliedschaft
Mit Stand März 2025:

### Volle Mitglieder
- Abu Dhabi Securities Exchange
- Amman Stock Exchange
- Armenian Stock Exchange
- Astana International Exchange
- Athens Stock Exchange
- Belarusian Currency and Stock Exchange
- Bucharest Stock Exchange
- Central Depository of Armenia
- Cyprus Stock Exchange
- Damascus Securities Exchange
- Egyptian Exchange
- International Trading Systems
- Iran Fara Bourse
- Iraq Stock Exchange
- Kazakhstan Stock Exchange
- Macedonian Stock Exchange
- Misr for Central Clearing
- Muscat Securities Market
- Palestine Exchange
- Republican Stock Exchange Toshkent
- Tehran Securities Exchange
- Uzbek Commodity Exchange

### Assoziierte Mitglieder
- Baymarkets
- Blockstation
- Central Securities Depository of Iran
- Devexperts Georgia
- European Bank of Reconstruction and Development
- Iranian Institutional Investors Association
- Muscat Clearing & Depository
- Percival Software
- Securites Depository Center Jordan
- Securities Exchange Brokers Association (SEBA)
- swissQuant

### Unterstützungspartner
- Montran Corporation
- Nabix Technologies

### Beobachter
- Asia-Europe Exchange
- Banja Luka Stock Exchange
- Belgrade Stock Exchange
- Central Asian Stock Exchange
- Central Securities Depository of Macedonia
- Georgian Stock Exchange
- Moldova Stock Exchange